# Felicja Krysiewicz
Felicja Krysiewicz z Perkowskich (ur. 12 października 1897 w Mińsku, zm. 15 września 1970) – muzyk, bydgoska działaczka kultury.

## Życiorys
Była córką Antoniego i Marii z Lubicz-Mankiewiczów oraz siostrą Piotra Perkowskiego (1901-1990) – kompozytora, późniejszego profesora Państwowej Wyższej Szkoły Muzycznej w Warszawie, dyrektora Filharmonii Krakowskiej.
Od dziesiątego roku życia uczyła się muzyki, najpierw w rodzinnym Mińsku, a potem w Konserwatorium Muzycznym w Kijowie, gdzie w 1919 r. uzyskała dyplom wirtuoza z gry na fortepianie. Uczyła się także prywatnie śpiewu w Kijowie.
Podczas rewolucji październikowej zmuszona była wraz z rodziną uciekać z kresów wschodnich. Gdy w 1921 znalazła się w Poznaniu, podjęła studia muzyczne w klasie śpiewu solowego u prof. Marty Poeppinghausen. Ukończyła je, otrzymując dyplom wirtuozowski, który umożliwił jej występy estradowe. Od 1924 występowała w Operze Poznańskiej i przez krótki czas w Paryżu, a później na estradach krajowych i w Polskim Radio. Oprócz działalności koncertowej zajmowała się pedagogiką.
W 1931 osiedliła się w Bydgoszczy. Została nauczycielką w Miejskim Konserwatorium Muzycznym w klasie śpiewu. Jednocześnie występowała w audycjach muzycznych „Collegium Musicum” przy Konserwatorium. Kształciła również młodych śpiewaków. Kierowała bydgoską delegaturą „Ormuzu” z Warszawy, organizowała występy najwybitniejszych solistów polskich i obcych. Była aktywna w Towarzystwie Muzycznym w Bydgoszczy, a od 1934 działała także w Radzie Artystyczno-Kulturalnej.
Okupację niemiecką przeżyła w Warszawie. Opiekowała się wtedy ukrywającą się Haliną Kowalską, wiolonczelistką. W marcu 1945 powróciła do Bydgoszczy i włączyła się w odbudowę szkolnictwa muzycznego. Nauczała w Państwowym Liceum Muzycznym i Państwowej Średniej Szkole Muzycznej. Zorganizowała dział muzyczny Rozgłośni Pomorskiej Polskiego Radia i była jego pierwszym kierownikiem. Jej staraniem w bydgoskiej Rozgłośni powstał mały zespół orkiestry, który przekształcił się w Orkiestrę Symfoniczną Rozgłośni Polskiego Radia w Bydgoszczy.
W 1946 współuczestniczyła w odrodzeniu Bydgoskiego Towarzystwa Muzycznego. Z jej inicjatywy powstała Pomorska Orkiestra Symfoniczna (1946), będąca zalążkiem Filharmonii Pomorskiej. W 1956 zainicjowała Studium Operowe w Bydgoszczy (od 1959 r. Teatr Muzyczny Opery i Operetki), którym przez cztery lata bezinteresownie zarządzała i jednocześnie sprawowała kierownictwo wokalne. W 1960 przyczyniła się do utworzenia Studium Muzycznego – wieczorowej szkoły muzycznej II stopnia.
W Towarzystwie Muzycznym pełniła funkcje wiceprezesa (od 1956) i prezesa (1963-1970). Organizowała koncerty, audycje słowno-muzyczne, spotkania z kompozytorami i muzykami, uczestniczyła w przygotowaniu programów dorocznych Festiwali Muzyki Polskiej w Bydgoszczy. Wchodziła w skład Zarządu Oddziału Stowarzyszenia Polskich Artystów Muzyków. Działała także w Kujawsko-Pomorskim Towarzystwie Kulturalnym, gdzie przewodniczyła Sekcji Muzycznej. Z ramienia KPTK opiekowała się ogniskami artystycznymi i współdziałała w dokształcaniu nauczycieli śpiewu i muzyki.
Zmarła 15 września 1970 w Bydgoszczy po długiej chorobie. Została pochowana na bydgoskim cmentarzu Nowofarnym.
Na jej nagrobku znajduje się napis: „Felicja Krysiewicz - artysta-społecznik, pedagog, żyła dla ludzi, dla sztuki, dla prawdy”.

### Rodzina
Felicja Krysiewicz była zamężna z inżynierem Adamem Karolem Krysiewiczem, z którym się rozwiodła.

## Odznaczenia
- Złoty Krzyż Zasługi,
- Medal 10-lecia Polski Ludowej,
- Złota odznaka Stowarzyszenia Polskich Artystów Muzyków,
- Złota odznaka Towarzystwa Muzycznego w Bydgoszczy,
- Odznaka „Zasłużony Działacz Kultury”,
- Odznaka honorowa „Bydgoszcz – Zasłużonemu Obywatelowi”,
- Odznaka honorowa „Za szczególne zasługi dla rozwoju województwa bydgoskiego” (dwukrotnie).

## Upamiętnienie
Jej imię nosi jedna z ulic na osiedlu Przylesie w Bydgoszczy-Fordonie.